# Arrhenia cyathella
Arrhenia cyathella är en svampart som tillhör divisionen basidiesvampar, och som först beskrevs av Thomas Wilhelmus Kuyper, och fick sitt nu gällande namn av Elborne. Arrhenia cyathella ingår i släktet Arrhenia, och familjen trådklubbor. Arten har ej påträffats i Sverige.